# Константин Кехайов (Ятрос)
Вижте пояснителната страница за други личности с името Константин Кехайов.
Константин Тодоров Кехайов е български революционер, деец на Вътрешната македоно-одринска революционна организация.

## Биография
Роден е през 1868 година във визенското село Ятрос. Влиза във ВМОРО и става помощник-ръководител на ятроския революционен комитет. В 1900 година е арестуван при Керемидчиоглувата афера и заточен в Акия. Амнистиран е след две години и 8 месеца. Преди въстанието е назначен за войвода на ятроската смъртна дружина.